# 梅埃尔佩特
梅埃尔佩特（Meerpet），是印度安得拉邦Rangareddi县的一个城镇。总人口12940（2001年）。

## 人口
该地2001年总人口12940人，其中男性6613人，女性6327人；0—6岁人口1545人，其中男784人，女761人；识字率62.70%，其中男性为70.85%，女性为54.18%。